# 石田志芳
志芳（しほ、本名：石田志芳（いしだ しほ）、8月17日 - ）は、歌手、女優、モデル、タレント。奈良県奈良市生まれ。フリーランス。

## 来歴・人物
18歳でタレントデビュー、関西にてテレビドラマや芝居などに出演。20歳の時に家出を機に芸能活動を休止。その後、東京で芸能活動を再開。ラジオDJとしてレギュラー番組を2年務め、その後シンガーとして始動。
シンガーソングライターとしてホリプロの後援を受け、アジアの子どもたち支援ソング「たいせつなきみ」をリリース。全国で歌のお姉さんとしてファミリーコンサートや講演活動を行う。
再デビュー後、シンポジウムにて講師として著名人と共にイベント出演をするなど、現場をメインに活動を続けている。